# Anadenanthera peregrina
Anadenanthera peregrina (Йопо) — водяна рослина роду Anadenanthera. Має 2 підвиди. Інші назви «кохоба», «паріка», «кальцієве дерево».

## Опис
Загальна висота становить від 3 до 18 м заввишки. Зовнішнє доволі схожа на Anadenanthera colubrina. Вкрите чорною корою з шипами і сучкуватими наростами. Стручки рясно ростуть на дереві йопо, вони є пласкими, насіннячка в них відокремлені один від одного. Дозрілий стручок сіро-чорного відтінку, коли розкривається, то дає до 10 бобів.
Насіння включає в себе галюциногени: 2,9-диметилтриптолін, 2-метилтриптолін, N, N-диметилтриптамін (DMT) (5 % від загальної кількості галюциногенів), N-метилтриптамін (NMT), 5-метокси-N, N-диметилтриптамін (20 %), буфотенін (75 %), пірокатехін, сапонарентін, лейкоантоціанідин, орієнтин. Усі вони складають 4 % від загальних речовин, які містяться в листях.

## Життєвий цикл
Вночі листя дерева згортаються, а ранком розкриваються. Залози на стеблах випускають солодкий нектар, який привертає мурах. У свою чергу мурахи знищують шкідників, які можуть завдати дереву шкоди. Зустрічається у тропічних вологих лісах, частково у саванах.

## Поширення
Розповсюджено в Колумбії, Венесуелі, Французькій Гвіані, Суринамі, Гаяні, Бразилії.

## Ботанічні варіації
- Anadenanthera peregrina var. falcata
- Anadenanthera peregrina var. peregrina

## Хімічні сполуки
Хімічні сполуки, що містяться в A. peregrina, включають:
- 2,9-dimethyltryptoline – рослина[1]
- 2-methyltryptoline – рослина[1]
- 5-MeO-DMT – кора,[1] боби
- 5-Methoxy-N-methyltryptamine – кора[1]
- Bufotenin – рослина[1] боби[2]
- Bufotenin-oxide – плоди,[1] боби[2]
- Catechol – рослина[1]
- Leucoanthocyanin – рослина[1]
- Leucopelargonidol – рослина[1]
- DMT – плоди,[1] боби, стінки плодів,[2] кора[3]
- DMT-oxide – плоди[1][4]
- N-Methyltryptamine – кора[1]
- Orientin – листя[1]
- Saponarentin – листя[1]

- Viterine – листя[1]

Кора містить високий відсоток дубильних речовин, 587 мг СЕ/г екстракту.

## Використання
Споконвічно застосовувався шаманами корінних індіанських народів як наркотичний засіб для спілкування з духами та богами. Збирають насіння-боби йопо зазвичай в січні і лютому, у великих кількостях і часто в урочистій обстановці. З них готують потужний галюциногенний нюхальний порошок. Вперше про нього стало відомо європейцям під час другої подорожі Христофора Колумба на о. Гаїті. Використовувався індіанцями таїно. Вони його отримували ймовірно від карибів або араваків. Відомо також його застосуваннями племенами чибча. Відповідно до повідомлень конкістадорів шамани муїсків передбачали майбутнє, спілкуючись з «дияволом» через вживання порошку йопо. Перші іспанські колоністи в Аргентині відзначали, що індіанці комечин вживали йопо «через ніс» до стану сп'яніння, а в іншому племені ця рослина жувалася для підвищення витривалості.
Насіння цієї росли додавали в чичу, (маїсове ферментоване пиво). Сік з насіння видавлювали в чичу, яку потім пили шамани для прогнозування майбутнього. Цей порошок дозволяв їм проникати в інші реальності.
Сьогодні окрім традиційного індіанського, йопо використовують у медичних цілях: чай з неї п'ють при проблемах з травленням; насіння в поєднанні з чичею допомагають при гарячці, меланхолії і депресії; додають у мед, щоб поліпшити жіночу фертильність, також цей метод може використовуватися і як сечогінний засіб; водночас насіння є абортивними, порошок використовують для лікування головних болів, запору і грипу. Втім використовувати потрібно доволі обережно внаслідок потужного наркотичного ефекту.

## Застосування з інгібіторами МАО
Задокументовано, що деякі південноамериканські племена вживання боби готуючи їх разом з Banisteriopsis caapi, ліаною, що містить інгібітори моноаміноксидази (МАО). Зазвичай Banisteriopsis caapi жують у роті, а боби Anadenanthera нюхають або курять. Іноді Banisteriopsis caapi можна знайти як компонент нюхальній суміші.

## Міжнародно-правовий статус ентеогенів
Стаття 32 Конвенції про психотропні речовини дозволяє державам звільняти від заборони певні традиційні способи вживання речовин:
|  | Держава, на території якої ростуть дикі рослини, що містять психотропні речовини з числа тих, що містяться в Додатку I, і які традиційно використовуються певними невеликими, чітко визначеними групами в магічних чи релігійних обрядах, може під час підписання, ратифікації чи приєднання, робити застереження щодо цих рослин стосовно положень статті 7, за винятком положень, що стосуються міжнародної торгівлі.Оригінальний текст (англ.) A State on whose territory there are plants growing wild which contain psychotropic substances from among those in Schedule I and which are traditionally used by certain small, clearly determined groups in magical or religious rites, may, at the time of signature, ratification or accession, make reservations concerning these plants, in respect of the provisions of article 7, except for the provisions relating to international trade. |

Однак це звільнення застосовується лише в тому випадку, коли рослину буде явно додано до Списків психотропної конвенції. Нині Конвенція застосовується лише до хімічних речовин. Однак у Коментарі до Конвенції про психотропні речовини зазначається, що рослини, які містять її, не підлягають міжнародному регулюванню:
Вирощування рослин, з яких отримують психотропні речовини, не регулюється Віденською конвенцією .... Ні корона (плід, брунька з мескалем) кактуса пейот, ні коріння рослини Mimosa hostilis, ані псилоцибінові гриби не включено до Списку 1, а лише відповідні речовини, мескалін, ДМТ та псилоцин.Оригінальний текст (англ.)
The cultivation of plants from which psychotropic substances are obtained is not controlled by the Vienna Convention .... Neither the crown (fruit, mescal button) of the Peyote cactus nor the roots of the plant Mimosa hostilis nor Psilocybe mushrooms themselves are included in Schedule 1, but only their respective principals, mescaline, DMT, and psilocin.
Нині жодні рослини (природні матеріали), що містять ДМТ, не регулюються Конвенцією 1971 року про психотропні речовини. Отже, препарати (наприклад, відвари), виготовлені з цих рослин, включно з аяваскою, не перебувають під міжнародним контролем і, отже, не підпадають під дію жодної статті Конвенції 1971 року. - Міжнародна рада з контролю за наркотиками (МКНБ), ООНОригінальний текст (англ.)
No plants (natural materials) containing DMT are at present controlled under the 1971 Convention on Psychotropic Substances. Consequently, preparations (e.g. decoctions) made of these plants, including ayahuasca are not under international control and, therefore, not subject to any of the articles of the 1971 Convention. -- International Narcotics Control Board (INCB), United Nations